# روبن فيليكس
روبن فيليكس (بالإنجليزية: Ruben Felix)‏ هو لاعب كرة قاعدة أمريكي، ولد في 24 يونيو 1970 في إل باسو في الولايات المتحدة.